# Eupithecia casmena
Eupithecia casmena là một loài bướm đêm trong họ Geometridae.